# Coupe d'Angleterre de football 1908-1909
Navigation
Coupe d'Angleterre 1907-1908 Coupe d'Angleterre 1909-1910
La Coupe d'Angleterre de football 1908-1909 est la 38e édition de la FA Cup, la plus ancienne compétition de football, la Football Association Challenge Cup (généralement connue sous le nom de FA Cup). Manchester United remporte la compétition pour la première fois de son histoire, en battant Bristol City 1 à 0 lors de la finale à Crystal Palace, grâce à un but de Sandy Turnbull.
Les matchs sont joués dans le stade de l'équipe nommée en premier sur la date indiquée pour chaque tour, les matchs se tenant tous un samedi. Si les scores sont nuls à l'issue des 90 minutes, un replay a lieu au stade de la deuxième équipe nommée, et ce, la même semaine. Si le match rejoué se solde une nouvelle fois par un match nul, un autre replay est joué et ainsi de suite, jusqu'à ce qu'une équipe soit déclarée vainqueur. Si le score est nul à l'issue des 90 minutes d'un match rejoué, une période de 30 minutes de temps supplémentaire est jouée.

## Calendrier
Le format de la FA Cup pour cette saison est constitué de deux tours préliminaires, cinq tours de qualification suivis de quatre autres tours précédant les demi-finales et la finale.
| Tour                            | Date                     |
| ------------------------------- | ------------------------ |
| Extra tour préliminaire         | Samedi 12 septembre 1908 |
| Tour préliminaire               | Samedi 19 septembre 1908 |
| Premier tour de qualification   | Samedi 3 octobre 1908    |
| Deuxième tour de qualification  | Samedi 17 octobre 1908   |
| Troisième tour de qualification | Samedi 7 novembre 1908   |
| Quatrième tour de qualification | Samedi 21 novembre 1908  |
| Cinquième tour de qualification | Samedi 5 décembre 1908   |
| Premier tour                    | Samedi 16 janvier 1909   |
| Deuxième tour                   | Samedi 6 février 1909    |
| Troisième tour                  | Samedi 20 février 1909   |
| Quatrième tour                  | Samedi 6 mars 1909       |
| Demi-finales                    | Samedi 27 mars 1909      |
| Finale                          | Samedi 24 avril 1909     |

## Premier tour
37 des 40 clubs de First et Second Divisions rejoignent les 12 clubs qualifiés aux tours précédents.
Quinze équipes de non-league participent au premier tour de la compétition pour porter le nombre total d'équipes à 64. Il s'agit de :
-Southampton
-Millwall Athletic
-Queens Park Rangers
-Crystal Palace
-Swindon Town
-Norwich City
-West Ham United
-Brighton & Hove Albion
-Stoke
-Brentford
32 matchs sont programmés le samedi 16 janvier 1909, sauf un match qui a lieu trois jours plus tard. Dix matches se terminent sur un score nul et entraînent donc des replays en milieu de semaine suivante. Un seul aboutit à un second replay.
| N° match | Domicile                | Score | Extérieur               | Date            |
| -------- | ----------------------- | ----- | ----------------------- | --------------- |
| 1        | Birmingham              | 2–5   | Portsmouth              | 16 janvier 1909 |
| 2        | Blackpool               | 2–0   | Rock-a-Nore             | 16 janvier 1909 |
| 3        | Chesterfield            | 0–2   | Glossop                 | 16 janvier 1909 |
| 4        | Bristol City            | 1–1   | Southampton             | 16 janvier 1909 |
| Replay   | Southampton             | 0–2   | Bristol City            | 20 janvier 1909 |
| 5        | Bury                    | 8–0   | Kettering               | 16 janvier 1909 |
| 6        | Liverpool               | 5–1   | Lincoln City            | 16 janvier 1909 |
| 7        | Preston North End       | 1–0   | Middlesbrough           | 16 janvier 1909 |
| 8        | Watford                 | 1–1   | Leicester Fosse         | 16 janvier 1909 |
| Replay   | Leicester Fosse         | 3–1   | Watford                 | 20 janvier 1909 |
| 9        | Notts County            | 0–1   | Blackburn Rovers        | 16 janvier 1909 |
| 10       | Nottingham Forest       | 2–0   | Aston Villa             | 16 janvier 1909 |
| 11       | The Wednesday           | 5–0   | Stoke                   | 16 janvier 1909 |
| 12       | Grimsby Town            | 0–2   | Stockport County        | 16 janvier 1909 |
| 13       | Wolverhampton Wanderers | 2–2   | Crystal Palace          | 16 janvier 1909 |
| Replay   | Crystal Palace          | 4–2   | Wolverhampton Wanderers | 21 janvier 1909 |
| 14       | West Bromwich Albion    | 3–1   | Bolton Wanderers        | 16 janvier 1909 |
| 15       | Luton Town              | 1–2   | Millwall Athletic       | 16 janvier 1909 |
| 16       | Everton                 | 3–1   | Barnsley                | 16 janvier 1909 |
| 17       | Wrexham                 | 1–1   | Exeter City             | 16 janvier 1909 |
| Replay   | Exeter City             | 2–1   | Wrexham                 | 20 janvier 1909 |
| 18       | Sheffield United        | 2–3   | Sunderland              | 16 janvier 1909 |
| 19       | Newcastle United        | 5–0   | Clapton Orient          | 16 janvier 1909 |
| 20       | Manchester City         | 3–4   | Tottenham Hotspur       | 16 janvier 1909 |
| 21       | Queens Park Rangers     | 0–0   | West Ham United         | 16 janvier 1909 |
| Replay   | West Ham United         | 1–0   | Queens Park Rangers     | 20 janvier 1909 |
| 22       | Fulham                  | 4–1   | Carlisle United         | 16 janvier 1909 |
| 23       | Brentford               | 2–0   | Gainsborough Trinity    | 16 janvier 1909 |
| 24       | Bristol Rovers          | 1–4   | Burnley                 | 16 janvier 1909 |
| 25       | Northampton Town        | 1–1   | Derby County            | 16 janvier 1909 |
| Replay   | Derby County            | 4–2   | Northampton Town        | 20 janvier 1909 |
| 26       | Manchester United       | 1–0   | Brighton & Hove Albion  | 16 janvier 1909 |
| 27       | Norwich City            | 0–0   | Reading                 | 16 janvier 1909 |
| Replay   | Reading                 | 1–1   | Norwich City            | 20 janvier 1909 |
| Replay   | Norwich City            | 3–2   | Reading                 | 25 janvier 1909 |
| 28       | Plymouth Argyle         | 1–0   | Swindon Town            | 16 janvier 1909 |
| 29       | Bradford City           | 2–0   | Workington              | 19 janvier 1909 |
| 30       | Hull City               | 1–1   | Chelsea                 | 16 janvier 1909 |
| Replay   | Chelsea                 | 1–0   | Hull City               | 20 janvier 1909 |
| 31       | Oldham Athletic         | 1–1   | Leeds City              | 16 janvier 1909 |
| Replay   | Leeds City              | 2–0   | Oldham Athletic         | 20 janvier 1909 |
| 32       | Croydon Common          | 1–1   | Woolwich Arsenal        | 16 janvier 1909 |
| Replay   | Woolwich Arsenal        | 2–0   | Croydon Common          | 20 janvier 1909 |

## Deuxième tour
Les seize matchs du deuxième tour se jouent le samedi 6 février 1909. Six matchs aboutissent à des replays.
| N° match | Domicile             | Score | Extérieur         | Date            |
| -------- | -------------------- | ----- | ----------------- | --------------- |
| 1        | Bristol City         | 2–2   | Bury              | 6 février 1909  |
| Replay   | Bury                 | 0–1   | Bristol City      | 10 février 1909 |
| 2        | Liverpool            | 2–3   | Norwich City      | 6 février 1909  |
| 3        | Preston North End    | 1–2   | Sunderland        | 6 février 1909  |
| 4        | Nottingham Forest    | 1–0   | Brentford         | 6 février 1909  |
| 5        | Blackburn Rovers     | 2–1   | Chelsea           | 6 février 1909  |
| 6        | West Bromwich Albion | 1–2   | Bradford City     | 6 février 1909  |
| 7        | Leicester Fosse      | 0–2   | Derby County      | 6 février 1909  |
| 8        | Woolwich Arsenal     | 1–1   | Millwall Athletic | 6 février 1909  |
| Replay   | Millwall Athletic    | 1–0   | Woolwich Arsenal  | 10 février 1909 |
| 9        | Stockport County     | 1–1   | Glossop           | 6 février 1909  |
| Replay   | Glossop              | 1–0   | Stockport County  | 9 février 1909  |
| 10       | Newcastle United     | 2–1   | Blackpool         | 6 février 1909  |
| 11       | Tottenham Hotspur    | 1–0   | Fulham            | 6 février 1909  |
| 12       | Portsmouth           | 2–2   | The Wednesday     | 6 février 1909  |
| Replay   | The Wednesday        | 3–0   | Portsmouth        | 11 février 1909 |
| 13       | Manchester United    | 1–0   | Everton           | 6 février 1909  |
| 14       | Plymouth Argyle      | 2–0   | Exeter City       | 6 février 1909  |
| 15       | Leeds City           | 1–1   | West Ham United   | 6 février 1909  |
| Replay   | West Ham United      | 2–1   | Leeds City        | 11 février 1909 |
| 16       | Crystal Palace       | 0–0   | Burnley           | 6 février 1909  |
| Replay   | Burnley              | 9–0   | Crystal Palace    | 10 février 1909 |

## Troisième tour
Les huit rencontres du troisième tour ont lieu le samedi 20 février 1909. Il y a deux replays, joués la semaine suivante.
| N° match | Domicile          | Score | Extérieur         | Date            |
| -------- | ----------------- | ----- | ----------------- | --------------- |
| 1        | Bristol City      | 2–0   | Norwich City      | 20 février 1909 |
| 2        | Nottingham Forest | 3–1   | Millwall Athletic | 20 février 1909 |
| 3        | The Wednesday     | 0–1   | Glossop           | 20 février 1909 |
| 4        | Derby County      | 1–0   | Plymouth Argyle   | 20 février 1909 |
| 5        | Tottenham Hotspur | 0–0   | Burnley           | 20 février 1909 |
| Replay   | Burnley           | 3–1   | Tottenham Hotspur | 24 février 1909 |
| 6        | West Ham United   | 0–0   | Newcastle United  | 20 février 1909 |
| Replay   | Newcastle United  | 2–1   | West Ham United   | 24 février 1909 |
| 7        | Manchester United | 6–1   | Blackburn Rovers  | 20 février 1909 |
| 8        | Bradford City     | 0–1   | Sunderland        | 20 février 1909 |

## Quart de finale
Les quarts de finale se jouent le samedi 6 mars 1909. Néanmoins, le Burnley–Manchester United et Derby County–Nottingham Forest sont joués respectivement quatre et sept jours plus tard. Les deux replays des deux autres matchs ont lieu le 10 mars.
| N° match | Domicile         | Score | Extérieur         | Date         |
| -------- | ---------------- | ----- | ----------------- | ------------ |
| 1        | Burnley          | 2–3   | Manchester United | 10 mars 1909 |
| 2        | Derby County     | 3–0   | Nottingham Forest | 13 mars 1909 |
| 3        | Newcastle United | 2–2   | Sunderland        | 6 mars 1909  |
| Replay   | Sunderland       | 0–3   | Newcastle United  | 10 mars 1909 |
| 4        | Glossop          | 0–0   | Bristol City      | 6 mars 1909  |
| Replay   | Bristol City     | 1–0   | Glossop           | 10 mars 1909 |

## Demi-finales
Les demi-finales sont jouées le samedi 27 mars 1909. Bristol City et Derby County font match nul et jouent donc un match retour quatre jours plus tard. Bristol remporte cette fois-ci la rencontre, se qualifiant donc pour la finale qui l'oppose au vainqueur de l'autre de-finale, Manchester United.
| 27 mars 1909 | Manchester United | 1 – 0 | Newcastle United | Bramall Lane, Sheffield |
| 15h00        |                   |       |                  |                         |

| 27 mars 1909 | Bristol City | 1 – 1 | Derby County | Stamford Bridge, Londres |
| 15h00        |              |       |              |                          |

Replay
| 31 mars 1909 | Bristol City | 2 – 1 | Derby County | St Andrew's, Birmingham |
| 15h00        |              |       |              |                         |

## Finale
La finale se joue le 24 avril 1909 à Crystal Palace, et oppose Manchester United à Bristol City, deux clubs de First Division. Manchester United remporte le match grâce à un but marqué par Sandy Turnbull en première mi-temps. C'est le premier trophée de FA Cup remporté par Manchester United.

### Détails du match
| Bristol City |

| Manchester United |

| Bristol City |

| Manchester United |